# Jean Charbonneaux
Jean Marie Augustin Charbonneaux (Genlis, 15 gennaio 1895 – Parigi, 21 febbraio 1969) è stato un archeologo francese.

## Biografia
A poco più di vent'anni, Jean Charbonneaux fu insignito della croce di guerra, avendo combattuto sul fronte macedone nella prima guerra mondiale. Dopo la guerra tornò nella capitale greca come membro della Scuola Francese di Atene. Le sue prime pubblicazioni riguardarono gli scavi di Delfi. Con Fernand Chapouthier pubblicò il primo rapporto sul sito archeologico di Malia nel 1928, mostrando chiari interessi per il periodo pre-classico. Nel 1929 pubblicò "L'Arte Egea", realizzando anche testi scolastici e rapporti di scavo. Nel 1945 ottenne la dirigenza del Dipartimento di Antichità Romane e Greche del Louvre. Tra gli anni Trenta e Quaranta si occupò principalmente di scultura, non trascurando autori moderni come Auguste Rodin. Ma il suo nome, con quelli di Roland Martin e François Villard, è legato particolarmente alla stesura dei tre volumi de "Il Mondo della Figura", comprendenti l'arte greca nei periodi arcaico, classico ed ellenistico, editi nel 1970. 
"Agrégé des Lettres" nel 1920, Charbonneaux fu membro dell'Ecole Française di Atene dal 1921 al 1925, e dell'Académie des Inscriptions et Belles Lettres dal 1962. È stato conservatore, conservatore capo, ispettore generale dei Musei di Francia, nonché professore di Archeologia Greca e Romana alla Ecole du Louvre dal 1930 al 1965.
Rimasto gravemente ferito in un incidente stradale, il 21 febbraio 1969 Jean Charbonneaux morì a 74 anni dopo una breve agonia, in un ospedale parigino. Il 31 gennaio precedente il suo volume La Grecia Classica era stato presentato all'Académie des Inscriptions, di cui era presidente in carica.

## Opere
- con K. Gottlob: La Tholos, 2: Relevés et restaurations. In: Fouilles de Delphes, 2. Topographie et architecture. E. de Boccard, Paris, 1925
- L'art égéen. G. van Oest, Paris and Brussels, 1929.
- Les terres cuites grecques, Reynaud, Parigi 1936.
- La sculpture grecque classique, Losanna.
- La Guilde du livre, 1942-45
- La sculpture grecque archaïque, Éditions de Cluny, Parigi, 1939.
- Les sculptures de Rodin, F. Hazan, Parigi, 1949.
- Les bronzes grecs, Presses Universitaires de France, Parigi, 1958.
- Grèce archaïque (620-480 a.C.), Gallimard, Parigi 1968.
- Grèce classique (480-330 a.C.), Gallimard, Parigi 1969.
- Grèce hellénistique (330-50 a.C.), Gallimard, Parigi 1970.